# Esqui de velocidade
O esqui de velocidade ou quilómetro lançado (abrev. KL) é um desporto de inverno de da família do esqui alpino e que consiste em descer uma pista de neve o mais rápido possível com a ajuda de esquis. O regulamento desportivo não tem por objeto senão assegurar a segurança do esquiador ou «KLista» e a verdade desportiva. O esqui de velocidade é o desporto não motorizado onde são atingidas as mais altas velocidades, excluindo o paraquedismo. 
Em março de 2015 o recorde do mundo é de 252,632 km/h, conseguido por Simone Origone. 
Para reduzir a resistência ao ar os esquiadores de velocidade utilizam trajes de látex ou poliuretano bem como capacetes aerodinâmicos.
Desporto de demonstração nos Jogos Olímpicos de Inverno de 1992, desde aí não pertence ao programa olímpico. O esqui de velocidade, para a  Federação Internacional de Esqui, articula-se em torno de duas competições internacionais: os campeonatos do mundo de esqui de velocidade que se disputam a cada dois anos e a taça do mundo de esqui de velocidade, que se realiza todos os anos. Há também competições nacionais, pontuais e/ou profissionais para tentar bater recordes de velocidade.
Utilizam-se esquis especiais com comprimento máximo de 2,4 m, largura máxima de 10 cm e peso máximo de 15 kg cada par. Os bastões são dobrados para se ajustar ao corpo e devem ter comprimento mínimo de 1 m.
É praticado em pistas de 1 km especialmente concebidas. Há aproximadamente umas 30 pistas por todo o mundo, muitas delas a grade altitude para reduzir a resistência do ar. Os primeiros 300-400 metros são utilizados para ganhar velocidade, e a maior velocidade é alcançada nos seguintes 100 metros. Os últimos 500 metros são utilizados para reduzir a velocidade. A velocidade é medida apenas entre os 400 e os 500 metros.

## Recordes

### Homens
- 2015 - 252,632 km/h - Simone Origone
- 2006 - 251,40 km/h[1] - Simone Origone (Itália)
- 2002 - 250,70 km/h - Philippe Goitschel (França)
- 1999 - 248,105 km/h - Harry Egger (Áustria)
- 1997 - 243,902 km/h - Philippe Billy (França)
- 1995 - 241,448 km/h - Jeffrey Hamilton (Estados Unidos)
- 1993 - 233,610 km/h - Philippe Goitschel (França)
- 1992 - 229,299 km/h - Michael Prüfer (França) - Recorde Olímpico
- 1988 - 223,741 km/h - Michael Prüfer (França)
- 1987 - 217,680 Km/h - Michael Prüfer (França)
- 1984 - 208,937 km/h - Franz Weber (Áustria)
- 1978 - 200,222 km/h - Steve Mc Kinney (Estados Unidos) - primeiro homem a passar os 200 km/h
- 1932 - 136 km/h - Leo Gasperl (Áustria) - primeiro recorde mundial.

### Mulheres
- 2006 - 242,59 km/h - Sanna Tidstrand (Suécia)
- 1999 - 242,26 km/h - Karine Dubouchet (França)
- 1992 - 219,245 km/h - Tarja Mulari (Finlândia) - Recorde Olímpico
- 1984 - 200,780 km/h - Melissa Dimino (Estados Unidos)

### Juniores
- feminino : 2005 - 239,200 km/h - Sanna Tidstrand (Suécia)
- masculino: 2006 - 250,700 km/h - Ivan Origone (Itália)

## ligações externas
- «speedski-info.com» (em inglês e francês)